# Paul Dussaussoy-Hubert
Pour les articles homonymes, voir Dussaussoy.
Paul Dussaussoy-Hubert, né le 6 septembre 1820 à Toulouse (Haute-Garonne) et mort le 12 octobre 1887 à Calais, est un homme politique français.

## Biographie
Petit-fils du député Pierre-Florent Louvet et fils du militaire et député Orner Dussaussoy, il est d'abord garde général des Eaux et Forêts avant de devenir un grand industriel sous le Second Empire à Calais. Il est élu conseiller municipal de Bollezeele en 1859 puis à Dunkerque avant d'être conseiller d'arrondissement de Calais en 1870.
Il est député du Pas-de-Calais en 1871, il siège d'abord au Centre-droit avant de rejoindre le groupe de l'Appel au peuple. Il est alors un partisan du libre-échange. Il est réélu en 1877 mais est invalidé puis battu par Alexandre Ribot à l'élection partielle. Il est réélu en 1885 sur la liste conservatrice, il décède en cours de mandat. Son fils, Paul Dussaussoy, devient lui aussi député.

## Sources
1. ↑  Les parlementaires du Nord-Pas-de-Calais sous la IIIe République, Publications de l’Institut de recherches historiques du Septentrion, coll. « Histoire et littérature du Septentrion (IRHiS) », 19 mai 2018 (ISBN 978-2-490296-05-7, lire en ligne)

- « Paul Dussaussoy-Hubert », dans Adolphe Robert et Gaston Cougny, Dictionnaire des parlementaires français, Edgar Bourloton, 1889-1891 [détail de l’édition]